# 이토 카나에
이토 카나에(伊藤かな恵, 1986년 11월 26일 ~ )는 일본의 성우, 가수, 배우이다. 아오니 프로덕션(사무소) 및 란티스(레코드 회사) 소속. 나가노현 나가노시 출신. 어뮤즈먼트 미디어 종합학원 졸업. 목소리의 특성은 소프라노.

## 이력
- 중학생 시절 애니메이션 「HUNTER×HUNTER」의 라디오 프로그램 「HUNTER×HUNTER R」에서 타케우치 준코와 미츠하시 카나자의 토크를 들었던 것을 계기로 타케우치 준코를 동경해, 자신도 성우를 목표로 하게 된다.
- 초등학생 시절은 소프트볼부에 속해 있었다. 고등학생 때는 연극부를 포함 여러 동아리에 가입했다. 고등학교 졸업 후에는 어뮤즈먼트 미디어 종합학원에 입학해 2007년 졸업한다.
- 어뮤즈먼트 미디어 종합학원 재학 당시 성우 유닛 코엣치에 중도 가입했으나 2005년 11월에 해산. 그 후, 코엣치 멤버로 구성된 성우 유닛 리라칫치의 결성에 참가했지만, 2007년 1월 28일 해산했다.
- 2007년, 『수호 캐릭터!』의 히나모리 아무 역으로 처음으로 주역을 맡았다. 이 후, 같은 작품의 시리즈를 시작해 애니메이션, 게임, 라디오 등에 다수 출연했다.
- 2009년, 텔레비전 드라마 『강아지 마메시바』에서는 여배우, 잡지 『보육의 광장』에서는 모델, 또한 솔로로 가수 데뷔를 완수하는 등 활동의 폭을 넓히고 있다.
- 2010년 3월 6일 발표된 제4회 성우 어워드에서 신인 여우상을 수상했고, 2011년 3월 5일 제5회 성우 어워드에서는 조연 여우상을 수상했다.

## 에피소드
- 앞서 기술한 바와 같은 이유로 동경하는 성우는 타케우치 준코. 라디오 「고베 전향 여학원」에서 행해진 이노우에 마리나와의 대전방식의 기획에 승리한 포상으로서, 2008년 7월 11일 방송 동 프로그램 제15회에서 타케우치 준코와의 첫대면을 완수했다.
- 신장 149cm, 체중 37kg로 아오니 프로덕션 소속 성우 중에서는 2번째로 키가 작다. 이 때문에, 라디오 등의 토크에서 출연자나 스탭 혹은 청취자로부터 「작아」라고 이야깃거리가 되기도 하고, 또 동안이기도 해서 「아이 같아」라고 말해지기도 한다.
- 취미는 토이 카메라(필름 카메라)로, 좋아하는 하늘의 풍경을 촬영하는 것. 블로그에도 하늘이나 구름의 사진이 자주 게재되고 있다.
- 서투른 것은 기계, 벌레, 개 등. 싫어하는 것은 번개, 깜깜한 장소, 무서운 이야기, 절규계 어트랙션. 또, 초등학생 무렵에는 『기묘한 이야기』의 음악으로 시달렸다고 한다.
- 나가노현 출신으로, 1998년 2월 현지에서 개최된 나가노 올림픽을 초등학생 때에(당시 11세) 가까이서 본 경험이 있다. 그러나 겨울의 추위로 스키 점프를 보았다고 할 정도의 기억밖에 없고, 본인 가라사대 「당시는 흥미가 없었다」라는 것으로, 어떤 대회였는지 기억나지 않는다고 한다.
- 사무소에 우연히 있던 건담 프라모델을 조립하여 사무소 관계자에게 제출해 평가를 받거나, 문득 카메라를 제작해 보거나 하고 있다.
- 한자에 서툰 것 같아서 라디오에서 청취자로부터의 편지를 읽을 때 한자 부분에서 막혀버리는 일이 있다. 또 영어나 로마자를 읽는 것도 골칫거리. 특히 라디오의 메일 주소를 읽어내릴 때 더듬거리고 느릿느릿한 어조가 되는 것이 특징으로, 『신만이 아는 세계 ~함락신 Calling you~』에서 함께 진행을 맡은 시모노 히로에게 지적되고 있다.
- 술은 마실 수 있지만 별로 강하지는 않은 것 같다. 『어떤 “라디오”의 초전자포』에서는 와인을 몇 모금 마신 것만으로 취해 엔딩코너의 설명을 잘못하는 등의 실수를 연발했다.
- 순록은 피에로 같은 코를 가지고 하늘을 나는 페가수스와 같은 가공의 생물이라 생각했다고 발언했다.
- 미국이 국가가 아닐지도 모른다는 가능성을 지적했던 적이 있다. (덧붙여, 하와이는 독립국이라 생각했다)
- 『신만이 아는 세계』 원작 13권에서는 권말 4컷만화 「소악마만 아는 세계」의 표제 글자와 1컷을 집필했다.

## 출연 작품
※ 굵은 글씨는 주인공 또는 주요 인물

### 애니메이션

#### TV 애니메이션
2006년
- 요역문(우승자 여자아이)

2007년
- 수호 캐릭터! (히나모리 아무)

2008년
- 오뎅군 (시라타키 공주)
- 은혼 (여자 A)
- 게게게의 키타로(제5작) (소녀, 여자아이, 여인숙 아이, 여성)
- 케메코 디럭스! (하야시 미사토, 타마코의 친구, 갸루)
- 수호 캐릭터!! 두근 (히나모리 아무, 다이아)
- 철완 버디 DECODE (하야미야 나츠미)
- 일하는 키즈 마이 햄스터 (쿠미)
- 월드 디스트럭션 ~세계박멸의 6인~ (여자아이)

2009년
- 금색의 코르다 ~secondo passo~ (여학생)
- 퀸즈 블레이드 왕좌를 계승하는 자 (아이리)
- 퀸즈 블레이드 유랑의 전사 (아이리)
- 구인 사가 (루시아)
- 게게게의 키타로(제5작) (요리코)
- 수호 캐릭터 파티!
  - 수호 캐릭터!!! 두근두근 (히나모리 아무, 다이아)
  - 수호 캐릭터 쁘띠쁘띠! (다이아)
- 하늘 가는 대로 (아케노 미호시)
- 다이쇼 야구 소녀 (스즈카와 코우메)
- 철완 버디 DECODE:02 (하야미야 나츠미)
- 어떤 과학의 초전자포 (사텐 루이코)
- 파꽃의 아사타로 (젊은 여자)
- 배틀 스피리츠 소년격패단 (루피아)
- ONE PIECE (여전사, 블루 판, 보아 행콕 <유년기>)

2010년
- 놀러갈게! (앨리스)
- 배신자는 내 이름을 알고 있다 (소녀)
- 오오카미씨와 7인의 동료들 (아카이 링고)
- 신만이 아는 세계 (엘시 <엘류시아 데 루트 이마>)
- 수호캐릭터 쁘띠쁘띠! (히나모리 아무, 다이아)
- 침략! 오징어 소녀 (나가츠키 사나에)
- 배틀 스피리츠 브레이브 (프림 마키나)
- 길 잃은 고양이 오버런! (세리자와 후미노 / 사야카 <제7화만>) ※제5화의 손글씨도 담당
- 좀 더 To LOVE -트러블- (나나 아스타 데빌루크)
- RAINBOW -2사 6방의 7인- (아이 A)

2011년
- 신만이 아는 세계 Ⅱ (엘시 <엘류시아 데 루트 이마>)
- 침략!? 오징어 소녀 (나가츠키 사나에, 타케루의 친구, 알렉스)
- 세이크리드 세븐 (이토 와카나)
- 소프테니 (하루카제 아스나)
- 고양이신 팔백만 (아마네)
- 꽃이 피는 첫걸음 (마츠마에 오하나, 마츠마에 나츠키(학생시절))
- 공주 체인! 동화틱 아이돌 리루푸릿 (빨간 망토)
- 프리티 리듬 오로라 드림 (크리스 카나메, 칸자키 소나타<과거>, 빨간 안경언니, 나레이션)
- 페르소나 4 (에비하라 아이)
- 헨제미 (ETC 음성)
- 나는 친구가 적다 (카시와자키 세나)
- 47도도부견 (나가노견)
- 라스트 엑자일 -은빛 날개의 팜- (사라, 아델, 그라키에스기 네비, 프릿츠<유년기>)
- 로큐브! (오기야마 아오이)

2012년
- 오자루마루 (복숭아꽃)
- 오다 노부나의 야망 (오다 노부나)
- 기동전사 건담 AGE (루 아논)
- 사랑과 선거와 초콜릿 (나나세 마츠리)
- CØDE:BREAKER (냥마루)
- 샤이닝 하츠 ~행복의 빵~ (아밀 마나프레아)
- 소드 아트 온라인 (유이)
- To LOVE -트러블- 다크니스 (나나 아스타 데빌루크)
- 빙과 (제과 연구회 여자 A)
- 프리티 리듬 디어 마이 퓨처 (혜인, 아마미야 카나메, 빨간 안경언니)

2013년
- 신만이 아는 세계 여신편 (엘시 <엘류시아 데 루트 이마>)
- 소드 아트 온라인 Extra Edition (유이)
- 어떤 과학의 초전자포 S (사텐 루이코)
- 알바 뛰는 마왕님!(일하는 마왕님!) (카마즈키 스즈노)
- Fate/kaleid liner 프리즈마☆이리야 (쿠리하라 스즈카)
- 포토카노 (니이미 하루카)
- 프리티 리듬 레인보우 라이브 (빨간 안경언니)
- 나는 친구가 적다 NEXT (카시와자키 세나)
- 로큐브! SS (오기야마 아오이)
- 스트라이크 더 블러드 (카나세 카논)

#### OVA
2009년
- To LOVE -트러블- OVA（나나 아스타 데빌루크）※ 코믹스 제16권 한정판에 부속
- 드래곤볼 여어! 돌아온 손오공과 동료들!!（어린아이）

2010년
- To LOVE -트러블- OVA（나나 아스타 데빌루크）※ 코믹스 제17권, 제18권 한정판에 부속
- 오늘, 사랑을 시작합니다（히비노 츠바키）
- 퀸즈 블레이드 아름다운 투사들（아이리）
- 작안의 샤나 S（오오가미 준코）
- T.P. 벚꽃 〜타임 파라딘 벚꽃〜 시간과 공간의 나무 방위전（미즈코시 마코）
- OVA 어떤 과학의 초전자포（사텐 루이코）
- ONE PIECE FILM STRONG WORLD EPISODE:0（보아 행콕〈유년기〉）

2011년
- 놀러갈게! 오브이에이에 놀러왔습니다!! OVA 스페셜（앨리스）
- 영웅전설VI 하늘의 궤적 THE ANIMATION（캄파넬라）
- 신만이 아는 세계 4인과 아이돌（엘시〈엘류시아 데 루트 이마〉）
- 베이비 프린세스 3D 파라다이스 0（러브）（릿카）
- 나는 친구가 적다（카시와자키 세나）※ 소설 7권의 특장판에 부속

2012년
- 신만이 아는 세계 텐리편 （엘시〈엘류시아 데 루트 이마〉）
- 침략!! 오징어 소녀 2012 SUMMER（나가츠키 사나에）
- 나는 친구가 적다 애드온 디스크（카시와자키 세나)
- To LOVE -트러블- 다크니스（나나 아스타 데빌루크）※ 코믹스 제5권, 제6권 한정판에 부속

2013년
- 매지컬☆스타 카논 100%（엘시〈엘류시아 데 루트 이마〉）※ 코믹스 22권 DVD 첨부 특별판에 수록
- 침략!! 오징어 소녀 2013 SUMMER（나가츠키 사나에)

2017년
- 원피스 (캐럿)

#### 극장판 애니메이션
2009년
- 은하철도 999 다이아몬드 링 속으로（메이세이〈어린이 여동생〉）

2011년
- 별을 쫓는 아이（세리）

2012년
- 표적이 된 학원（엔도 사오리）

2013년
- 극장판 어떤 마술의 금서목록 -엔디미온의 기적-（사텐 루이코）
- 극장판 꽃이 피는 첫걸음 HOME SWEET HOME（마츠마에 오하나)

### 소프트웨어

#### PC & 콘솔 게임
2007년
- 알 토네리코 2 세계에 울리는 소녀들의 창조시（신시아）
- 체감 마법소녀 정말로요?!（아키카제 모미지, 세피아）
- 프리티 리듬 시즌 1-3（아마미야 리즈무）
- Wonderland ONLINE -암흑의 금령술-（나키라）

2008년
- 집에서 ∞ 푸치푸치 Wii
- 서바이벌 퀴즈 Wii
- 수호 캐릭터! 3개의 알과 사랑하는 조커（히나모리 아무, 다이아）
- 수호 캐릭터! 아무의 무지개 빛 캐릭터 체인지（히나모리 아무, 다이아）
- 전장의 발큐리아（아이샤 노먼, 네 디레스）
- 스틸 프린세스 〜도적 황녀〜（루크레티아）
- 탱클（히노）
- drastic Killer（유이）
- 수수께끼&퀴즈一답 절친Q메이트!（란마）
- 패밀리 스키
- 페르소나 4（에비하라 아이, 오자와 유미, 야마노 마유미, 아나운서）
- 포이즌 핑크
- 레슬엔젤스 서바이버 2（에레나 라이언, 타냐 카를로스）

2009년
- AIKA ONLINE（프리스트）
- 퀸즈 블레이드 스파이럴 카오스（아이리）
- 샤이닝 포스 페더（미리엄）
- 수호 캐릭터! 신난다! 캐릭터화♪（히나모리 아무, 다이아）
- 다이쇼 야구 소녀 〜소녀들의 청춘일기〜（스즈카와 코우메）
- 테일즈 오브 더 월드 레이디언트 미솔로지 2（카논노 이어하트, 파스카 카논노）
- FRAGILE 〜안녕히 달의 폐허〜（여자 아이, 사용인 2, 휴대전화）
- 마모루군은 저주받아버렸다!（카누가와 노와）
- 용과 같이 3（에리）

2010년
- SD 건담 캡슐 파이터 온라인（오퍼레이터）
- 갓 이터（플레이어 음성, 일반신기사, 다케타 히바리）
- 갓 이터 버스터（플레이어 음성, 일반신기사, 다케타 히바리）
- 샤이닝 하츠（아밀, 네리스, 에아리）
- 전장의 발큐리아2 가리아 왕위사관학교（아이샤 노먼）
- 초차원 게임 넵튠（RED양）
- 듀라라라!! 3way standoff（이가라시 치아키）
- 트리니티 질올 제로（레티시아）
- 히메코이（소노다 마키）
- 프리티 리듬 미니 스커트（리즈무, 빨간 안경언니）
- 북두무쌍（린）

2011년
- 언체인 블레이즈 렉스（실비）
- 영웅전설 벽의 궤적（캄파넬라）
- 퀸즈 게이트 스파이럴 카오스（아이리）
- 사이킥 소녀 대전（하야마 레이）
- 진·삼국무쌍 6（왕원희）
- T.P.벚꽃 〜타임 파라딘 벚꽃〜（미즈코시 마코）
- 테일즈 오브 더 월드 레이디언트 미솔로지 3（카논노 이어하트, 히어로 음성）
- 어떤 과학의 초전자포（사텐 루이코）
- 프리티 리듬 오로라 드림（빨간 안경언니）
- 우리들의 사랑을 시작하는 법（나츠사와 아오이）
- 마더구스의 비밀의 저택 〜BLUE LABEL〜（세실＝그레이스）
- 마모루군은 저주받아버렸다! 〜명계활극 와이드 판〜（카누가와 노와）
- 무쌍 OROCHI 2（왕원희）
- 룬 팩토리 오션스（에레나, 에이미, 파고도）
- 로큐브!（오기야마 아오이）

2012년
- 지금 당장 오빠에게 여동생이라 말하고 싶어!（나나세 마츠리）
- 걸프렌드（가제）（사에키 마리카）
- 확산성 밀리언 아서（페이）
- 코드 오브 프린세스（코코아 알케미）
- 샤이닝 블레이드（아밀）
- 진·삼국무쌍 VS（왕원희）
- 진·북두무쌍（린）
- 동경 바벨（쿠구츠 소라미）
- NEW 러브 플러스（코마키 미나）
- 포토카노（니이미 하루카）
- 페르소나 4 더 골든（에비하라 아이, 오자와 유미, 야마노 마유미, 아나운서）
- 나는 친구가 적다 포터블（카시와자키 세나）
- 모두의 GOLF 6（에리카）

2013년
- 걸즈×매직（모모타 미우）
- CODE OF JOKER（미카미 료카）
- 갓 이터 2（다케타 히바리）
- 진격의 바하무트 (아이리스)
- 진·삼국무쌍 7（왕원희）
- 진·삼국무쌍 7 맹장전（왕원희）
- 세븐스 드래곤 2020-II
- 소드 아트 온라인 -인피니티 모멘트-（유이）
- 어떤 마술과 과학의 군주활극（사텐 루이코）
- 토이 워즈（나루미 1호기 스페셜 음성 B）
- 포토카노 Kiss（니이미 하루카）
- 라이트닝 리턴즈 파이널 판타지 XIII（루미나）
- 러스티 하츠（레이라）

#### 앱
- 꽃이 피는 첫걸음 자명종 〜오하나〜（마츠마에 오하나）
- 미성시계
- 나는 친구가 적다 App（카시와자키 세나）
- 나는 친구가 적다 애니메이션 전화（카시와자키 세나）
- 신부 컬렉션（마츠마에 오나하, 나가츠키 사나에, 카시와자키 세나, 사텐 루이코, 오다 노부나, 유이, 니이미 하루카）
- 소녀전선 - RFB

#### 슬롯머신
- 하이퍼 소녀 (혼조 루리)

### 라디오

#### 라디오 방송
※굵은 글씨는 현재 방송 중
- RADIO LEMON ANGEL PROJECT 〜좋・지・않・은☆레슨〜（내레이터）（음천：2006년 1월 10일 - 2006년 7월 24일）
- 리라칫치의 RADIO 팔레트（아키바계 BB채널：2006년 4월 7일 - 2007년 3월 30일）
- 들으면 되잖아! 수호 캐릭터! 라디오（『수호 캐릭터!』스페셜 사이트：2008년 1월 23일 - 2010년 3월 31일）
- 고베 전향 여학원（라디오 관서, 라디오 관서 WEB：2008년 4월 4일 - ）
- 이토 카나에의 초라지! Girls（초! A&G+：2008년 4월 8일 - 2010년 9월 28일）
- 원더 라디오（음천：2008년 5월 7일 - 2008년 7월 30일）
- 다이쇼 야구 소녀. 로맨틱 라디오（란티스 웹라디오, 음천：2009년 5월 27일 - 2009년 10월 28일）
- 하늘 가는 대로★방송실（『하늘 가는 대로』TV 애니메이션 공식사이트：2009년 6월 30일 - 2009년 9월 29일）
- 어떤 "라디오"의 초전자포（HiBiKi Radio Station：2009년 9월 18일 - 2010년 4월 30일）
- 초! A&G+ 스페셜 2010 밝았습니다, 축하 호랑이!（초! A&G+：2010년 1월 1일）
- 신만이 아는 세계 〜함락신 Calling you〜（음천：2011년 2월 23일 - 7월 27일）
- 소프테닛 레이디오! Ｏミ(스팡)（음천：2011년 3월 31일 - 2011년 7월 28일）
- 봄보리 라디오 꽃색 방송국（HiBiKi Radio Station：2011년 4월 8일 - 9월 30일）
- 오다 노부나의 야망 이토 카나에・야하기 사유리의 그러한가 라디오 （HiBiKi Radio Station：2012년 6월 19일 - 10월 30일）
- 이토 카나에의 꿈일까？ 라디오（a-FANFAN USEN SOUND PLANET C-26：2011년 4월 - ）
- 이마이모 라디오！（음천：2013년 2월 1일 - 4월 26일）
- 어떤 "라디오"의 초전자포S（음천, HiBiKi Radio Station：2013년 3월 21일 - ）
- 신만이 아는 세계 〜함락신 Calling you〜 시즌 2（음천: 2013년 7월 3일 - ）

#### 라디오 드라마
- 라디오 환상수호전 모여라! 108성!（카스미）
- VOMIC 폭소개그왕（치나미, 마츠우라 아이）
- VOMIC 은여우（사에키 마코토）
- 기묘한 이야기 라디오 특별편「역유괴범」（소녀）
- 이노우에 키쿠코의 애프터눈 라디오（고단샤・애프터눈 KC 축제 공식사이트・제2회：2010년 1월 22일 게스트）
  - 프로 서두에『하늘 가는 대로』,『지뢰진』,『비둘기의 신부씨』가 제휴한「코라보 무비」（라디오 드라마+정지화상）을 전달.（『하늘 가는 대로』아케노 미호시 역）

#### 라디오 CD
- 고베 전향 여학원（진행자）
  - DJCD 고베 전향 여학원（2008년 8월 15일 MMMP-0004）
  - DJCD 고베 전향 여학원 Ⅱ（2008년 12월 26일 MMMP-0005）
  - DJCD 고베 전향 여학원 Ⅲ（2009년 9월 2일 MMMP-0007）
  - DJCD 고베 전향 여학원 Ⅳ（2009년 9월 2일 MMMP-0008）
- 애니타마 닷컴 presents 한여름의 릴레이 토크 CD
- 라디오 CD『하늘 가는 대로☆방송실』DVD 출장판!（진행자）
- 나는 친구가 적다 on AIR RADIO
  - 라디오 CD 나는 친구가 적다 on AIR RADIO vol.1（특별판 게스트）
  - 라디오 CD 나는 친구가 적다 on AIR RADIO vol.3（특별판 게스트）

### 드라마 CD
- 아이리스 제로（쿠가 나나세）
- 알 토네리코 2 세계에 울리는 소녀들의 창조시 드라마 CD Vol.4 SIDE Extra（신시아）
- Aster（오다마키 히나）
- [[이한 명을 고르라고 말하고 싶어!（나나세 마츠리）
- 영웅전설 VI 천공의 궤적 우로보로스 레포트（도화사 캄파넬라）
- 늑대소녀와 흑왕자 드라마 CD 첨부 한정판6권（시노하라 에리카）
- 이야기 드라마 오오카미씨와 7인의 동료들『오오카미씨와 주먹밥 데구루루 대결』（아카이 링고）
- 남자다움을 보여줘 쿠라타군!（네코야나기 메이）
- MC☆아쿠시즈 드라마 CD「미소녀 병기 F-X는 나의 신부!」（제나）
- 칸나기가에 잘 오셨습니다! featuring 타테와키 오비（칸나기 타마키）
- 공명하라! 사립 도로키고교 도서위원회（유시마 링）
- 드라마 CD 환상수호전 Vol.1・2（카스미）
- 시스코이!（미소라）
- 드라마 CD 샤이닝 포스 페더（미리엄）
- 드라마 CD 끝없는 여름 영원한 음률（타카나시 미오）
- 수호 캐릭터! 드라마 CD 첨부 한정판 12권（히나모리 아무 / 다이아）
- ZX GIGAMIX（살디느, 커플 여자）
- SOUND DRAMA 절대조율사 NoA Vol.1・2（아사다 키미에）
- 전국!? 〜유구한 난세연화담〜 두근두근!? 〜천하를 판가름하는 신부수업!!〜（무라카미 유이）
- 다이쇼 야구 소녀（스즈카와 코우메）
- 태양의 집（스기모토씨（라디칼씨））※ 코믹스 제5권 드라마 CD 첨부 특장판
- 혼☆공주（칸자키 타카미）
- 어떤 마술의 금서목록 아카이브스 1 - 3
- 첫사랑 예보（드라마 CD）（토우야 치요코）
- 나는 친구가 적다（카시와자키 세나）
- 극장판 마법소녀 리리컬 나노하 2nd A, 드라마 CD 첨부 감상권 side-T (미우라 리나루디)
- 길 잃은 고양이 오버런! 드라마 CD（세리자와 후미노）
- 망상소녀（오카다 사카야키）
- 유메쿠리（로쿠야 미토모）
- 제멋대로 전대 블룸 하트!（야마가와 히마와리〈옐로우 썬 플라워〉）

### TV
성우
- 이누고에（핫치의 목소리）
- 세상 끝까지 가서 Q!（일본TV계열／보이스 오버）
- 하면돼! 세계대도전（TBS계열／보이스 오버）

배우
- 강아지 마메시바（히카와 사토미）（독립 UHF6국 네트워크）

그 외
- 더 골든 아워（TOKYO MX）※ 애니메이션『하늘 가는 대로』홍보차 출연
- 애니메이션 TV（tvk 외）
- 베스트셀러 BOOK TV（BS11）※ 애니메이션『길 잃은 고양이 오버런!』홍보차 출연
- 애니메이션 파라다이스! #923 다이쇼 야구 소녀 홍보차 출연

### 외화 더빙
- 더 빌리지 ※ 일본TV 방영판
- 크리미널 마인드 FBI 행동분석과
  - 시즌 2（트레이시〈엘 패닝〉#6, 23）
  - 시즌 3（제시카 #3）
  - 시즌 5（제니 #11）
- 형사 바랜더 백야의 전율 #1
- 조지아의 일기/반짝이는 매일（리비 니컬슨）
- 플래시 포워드（찰리）

### 무대
- 극단 대부호 특별 공연 「Cage.」（2010년 3월 24일 - 28일, 나카노 더 포켓）목소리 출연

### 그 외
- 성우 채팅
- 『월간 애프터눈』2009년 8월호 부속 DVD TV 애니메이션『하늘 가는 대로』소에이고교 천문부 입부안내 DVD（고단샤）
- 애니타마 SHOP 특전 DVD 오노 사카 셰프의 눈치없는 쿠킹
- 잡지 보육의 광장（모델 출연）
- 세상 끝까지 가서 Q!（외국인 더빙）
- 어뮤즈먼트 미디어 종합학원 광고（성우 탈렌트과 졸업생）
- 노보루풍SP〜노보루의 여동생이 이렇게 귀여울 리가 없어〜
- Girls Lab（내레이터）

## 음반

### 싱글
|     | 발매일           | 타이틀               | 레코드 번호                                  |
| --- | ---------------- | -------------------- | -------------------------------------------- |
| 1st | 2009년 8월 5일   | 꿈 꾸는 마음         | LACM-4634                                    |
| 2nd | 2009년 12월 9일  | hide and seek        | LACM-4676                                    |
| 3rd | 2010년 9월 8일   | 짓궂은 사랑          | LACM-4739                                    |
| 4th | 2010년 11월 26일 | 메타메리듬           | LHCM-1083                                    |
| 5th | 2011년 5월 25일  | 발돋움               | LHCM-31092（초회한정반） LHCM-1092（통상반） |
| 6th | 2012년 8월 8일   | 퍼즐/비기너 드라이버 | LACM-4973                                    |
| 7th | 2012년 11월 14일 | COLORS!              | LACM-14023                                   |

### 앨범
|            | 발매일           | 타이틀         | 레코드 번호 | 레코드 번호 |
| 초회한정반 | 발매일           | 타이틀         | 통상반      |             |
| ---------- | ---------------- | -------------- | ----------- | ----------- |
| 1st        | 2011년 11월 23일 | 마음 풍경      | LACA-35175  | LACA-15175  |
| 2nd        | 2013년 4월 3일   | 올려다 본 풍경 | LACA-35286  | LACA-15286  |

### 영상작품
|     | 발매일          | 타이틀                                          | 레코드 번호 | 레코드 번호 |
| BD  | 발매일          | 타이틀                                          | DVD         |             |
| --- | --------------- | ----------------------------------------------- | ----------- | ----------- |
| 1st | 2012년 6월 27일 | 이토 카나에 퍼스트 라이브 투어 2012 "마음 풍경" | LABX-8009   | LABM-7095   |

### 타이업
| 곡명         | 타이업                                      | 시기   |
| ------------ | ------------------------------------------- | ------ |
| 꿈 꾸는 마음 | TV 애니메이션『다이쇼 야구 소녀』엔딩 테마  | 2009년 |
| 짓궂은 사랑  | OVA『오늘, 사랑을 시작합니다』엔딩 테마     | 2010년 |
| 메타메리듬   | TV 애니메이션『침략! 오징어 소녀』엔딩 테마 | 2010년 |
| 발돋움       | TV 애니메이션『소프테니』엔딩 테마          | 2011년 |
| 퍼즐         | OVA『침략!! 오징어 소녀』엔딩 테마          | 2012년 |

### 캐릭터송 등
2008년
- 무지개빛 캐릭터 체인지!（히나모리 아무, 11월 5일, PCCG-70030）
- DJCD 고베 전향 여학원 Ⅱ（12월 26일, MMMP-0005）

2009년
- 「테일즈 오브 더 월드 레이디언트 미솔로지 2」오리지널 사운드 트랙（카논노 이어하트, 1월 28일, CTCR-40286）
  - flyaway『테일즈 오브』Remix（BACK-ON・카논노 이어하트）
- 수호 캐릭터! 캐릭터송 컬렉션 1（히나모리 아무, 3월 18일, PCCG-00948）
- 드라마 CD 제멋대로 전대 블룸 하트!（5월 1일, BNEG-1009）
  - 피어나라! 블룸 하트![블룸 하트（레드 로즈〈카노 유이〉, 화이트 릴리〈마키노 유이〉, 옐로우 썬 플라워〈이토 카나에〉, 핑크 체리〈하야미 사오리〉, 퍼플 팬지〈사토 사토미〉）
- 로맨틱 스트라이크（스즈카와 코우메, 7월 22일, LACM-4628）
- 수호 캐릭터! 캐릭터송 컬렉션 2（히나모리 아무, 8월 5일, PCCG-00977）
- 하늘 가는 대로 캐릭터송&삽입가집 밤하늘과 하르모니아（아케노 미호시, 9월 30일, LASA-5013）
- 다이쇼 야구 소녀 음악집（스즈카와 코우메, 10월 7일, LACA-5967）
- buddy-body（아이리, 10월 23일, ZMCZ-4614）
- 퀸즈 블레이드 유랑의 전사 캐릭터송 + 쇼트 드라마〜아이리Ver.（아이리, 10월 23일, ZMCZ-4627）
- 7분의 5 데이즈（초라지! Girls, 11월 4일）
- TV 애니메이션「퀸즈 블레이드」오리지널 사운드 트랙 vol.2 왕좌를 계승하는 자（아이리, 12월 22일, ZMCZ-4632）

2010년
- 수호 캐릭터! 캐릭터송 컬렉션 3（히나모리 아무, 2월 17일, PCCG-01029）
- 퀸즈 블레이드 보컬 컴플리트 앨범（아이리, 3월 25일, ZMCZ-4660）
- 어떤 과학의 초전자포 아카이브스 2（사텐 루이코, 4월 28일, GNCA-1254）
- 신 백가성란 -여성 성우편-（5월 5일, ESCL-3393）
- 해피 뉴 냐아/이챠러브 Come Home!（세리자와 후미노, 5월 12일, GNCA-0161）
- 「길 잃은 고양이 오버런!」캐릭터 CD1 세리자와 후미노（세리자와 후미노 6월 9일, GNCA-162）
- 「길 잃은 고양이 오버런!」뮤직 CD1（세리자와 후미노 7월 30일, GNCA-1257）
- 어떤 과학의 초전자포 아카이브스 3（사텐 루이코, 7월 30일, GNCA-1255）
- Happy Sunshine（앨리스, 8월 11일, LASM-4062）
- OVA 퀸즈 블레이드 아름다운 투사들「신의! 엘리나 흔들림 없는 인연」【초회생산특전CD】（아이리, 8월 25일, TGCS-6261）
  - 미투사 카니발〜쓰러질 때는 앞으로〜 cheio：full（아름다운 투사들〈카와스미 아야코, 미즈하시 카오리, 이토 카나에, 키타무라 에리, 카이다 유키, 유즈키 료카, 다나카 리에, 다카하시 미카코, 오오하라 사야카, 사이토 아야카, 카노 유이, 다나카 아츠코, 타치키 후미히코, 노토 마미코, 쿠기미야 리에, 카이다 유코, 나바타메 히토미〉）
  - 미투사 카니발〜쓰러질 때는 앞으로〜 um：1（아름다운 투사들）
- 「길 잃은 고양이 오버런!」뮤직 CD2（세리자와 후미노, 8월 27일, GNCA-1258）
- 놀러갈게! 드라마 + 캐릭터송 CD〜마음싹이 텄습니다〜（앨리스, 9월 8일, LASA-5057）
  - 스마일☆피스（앨리스, 킨죠 마나미〈토마츠 하루카〉, 후타바 아오이〈하나자와 카나〉）
- OVA 퀸즈 블레이드 아름다운 투사들「애석! 아레인 천년의 이별」【초회생산특전CD】（아이리 9월 22일, TGCS-6262）
  - 미투사 카니발〜쓰러질 때는 앞으로〜 dois：2（아름다운 투사들）
- 오오카미씨와 7인의 동료들 캐릭터송 앨범 이야기 송즈 BEST 10（아카이 링고, 10월 6일, VTCL-60228）
- 신만이 캐릭터 CD.0 엘시 starring 이토 카나에（엘시, 11월 10일, GNCA-0200）
- 사랑의 증표（엘시, 12월 8일, GNCA-0193）

2011년
- THE BEST: TALES OF THE WORLD RADIANT MYTHOLOGY Plus（카논노 이어하트, 3월 2일, CTCR-14711）
  - 러브 비트（파스카 카논노〈쿠도 하루카〉, 카논노 이어하트, 카논노 그라스밸리〈히라노 아야〉）
  - 빛과 그림자（카논노 이어하트）
- 룰북을 잊어버리자（ULTRA-PRISM with 시라타마중 소프트 테니스부, 4월 27日（초회한정반：LHCM-31091, 통상반：LHCM-1091）
- 소프테니 캐릭터송 + 드라마 앨범 합숙?（하루카제 아스나, 7월 6일, LHCA-5131）
- 꽃이 피는 첫걸음 캐릭터송 세미 스위트（마츠마에 오하나, 9월 7일, LACM-4854）
  - 세미 스위트
  - 하늘과 가까운 곳（이미지송 집「유노사기 릴레이션즈」으로부터 커버）
- Greetings from special agents Elysia de Lute Ima and Haqua d'rot Herminium（엘시, 9월 21일, GNCA-1283/1284）
  - ☆「Nonstop!! Hunters」
  - 「허둥지둥 Night & Day!」
  - ☆「사랑의 증표 feat. 도주혼대」
  - 「Oh! 마이☆GOD!!」
  - 「사랑의 예감 from Elsie」
  - ☆「Good Night Song 〜같은 하늘 아래서〜」
  - ☆「사랑의 예감 feat. 도주혼대」
  - ※ ☆표시는「도주혼대 starring 이토 카나에&하야미 사오리」로서 하쿠아 역의 하야미 사오리와의 듀엣
- 유감계 이웃부★★☆（별 두개 반）（카시와자키 세나 10월 26일, ZMCZ-7463）
- 나의 기・분（카시와자키 세나 11월 25일, ZMCZ-7464）
- 나가츠키 사나에☆아이돌 데뷔 싱글 A,B,C,Dynamite girl!（나가츠키 사나에, 12월 21일, LASM-4129）
  - A,B,C,Dynamite girl!
  - IKANIMO-순정！
- 로큐브! 인터벌 3（오기야마 아오이, 12월 21일, 1000242743）
- 「신만이 아는 세계」캐릭터 커버 ALBUM 〜선곡:와카키 타미키〜（12월 21일, GNCA-1285/1286）
  - Dancing Star（엘시）

2012년
- 포토카노 캐릭터송 vol.1 니이미 하루카（니이미 하루카, 4월 25일, TRCD-10115）
- Party! Love Beat!/그리워하고 있어 훨씬・・・（카논노 이어하트, 5월 23일, PCCG-70133）
  - Party! Love Beat!（파스카 카논노〈쿠도 하루카〉, 카논노 이어하트〈이토 카나에〉, 카논노 그라스밸리〈히라노 아야〉）
- 시세계〜시간 세계〜／푹신푹신한 마법（아밀〈이토 카나에〉, 네리스〈이이자와 마이〉, 에아리〈미카미 시오리〉, 5월 23일, AVCA-49656）
- 오다 노부나의 야망 가희 01 Music of the different world 오다 노부나/하치스카 고에몬（오다 노부나, 9월 5일, PCCG-70151）
- To LOVE -트러블- 다크니스 캐릭터 싱글/나나 아스타 데빌루크 starring 이토 카나에（나나 아스타 데빌루크, 12월 12일）
  - 그리고 너와 사랑을 해 from 나나（나나 아스타 데빌루크）
  - 나・나・신・기・해（나나 아스타 데빌루크）

2013년
- Be My Friend（카시와자키 세나, 2월 6일, ZMCZ-8371）
- 우리들의 날개（카시와자키 세나, 2월 6일, ZMCZ-8372）
- I know "ai"（유이, 2월 27일）
- Sing All Overtures（키리토〈마츠오카 요시츠구〉, 아스나〈토마츠 하루카〉, 리파〈타케타츠 아야나〉, 유이〈이토 카나에〉, 시리카〈히다카 리나〉, 리즈벳〈다카가키 아야히〉, 6월 26일）
- 신만이 캐릭터 CD.000 엘시&하쿠아 starring 이토 카나에&하야미 사오리（엘시, 9월 4일, GNCA-0294）

### 이벤트 라이브
| 공연년도 | 형태        | 타이틀                                           | 공연일・회장 |
| -------- | ----------- | ------------------------------------------------ | --- |
| 2012년   | 콘서트 투어 | 이토 카나에 퍼스트 라이브 투어 2012「마음 풍경」 | 3회장 전 3공연 2월 4일 카나가와 예술극장 홀（가나가와현） 2월 18일 오사카 IMP 홀（오사카부） 2월 26일 유라쿠쵸 요미우리 홀（도쿄도） |
| 2013년   | 단발 라이브 | 이토 카나에 LIVE 2013 "올려다 본 풍경"           | 전 2공연：7월 13일 유우 포우토 홀（도쿄도）                                                                                          |

## 서적
- 이토 카나에 사진집『카나에루 〜ka na e ru〜』（2011년 9월 15일, 학습연구사, ISBN 978-4054050693）